# البطريرك إغناطيوس نعمة الله
البطريرك مار إغناطيوس نعمة الله الأوّل (توفّي 1590 م.).

## سيرته
وُلدَ نعمة الله بن يوحنّا بن نور الدّين أصفر (ويُعتقد أنّه كانَ من آل «شيلّـلـه» أي شيءُ الله) في ماردين. وكانَ سليل أسرة نبيلة يرتقي عهدها إلى القرن الرّابع عشر الميلاديّ. تلقّى العلوم في دير الزّعفران ثُمَّ قَبلَ سرَّ الكهنوت، وتسقّف باسم أثناسيوس نعمة الله بوضع يد سالفه البطريرك إغناطيوس عبد الله الأوّل إسطفان القلعتمراويّ. أُقيمَ في سنة 1555 م. مفريانًا. وبعدَ سنتين توفّي البطريرك فتبوّأ نعمة الله الكرسيَّ البطريركيّ سنة 1557 م.

## المرجع
1. ↑  أثر جليل للقرن السّادس عشر وهو رسالة سريانيّة للبطريرك إغناطيوس نعمة الله السّريانيّ (1579 م.)، عرّبها وابتدأها بترجمة حياة البطريرك ونشرها القس يوحنّا بن جرجس عزّو، المطبعة الكاثوليكيّة، بيروت 1934.